# 世界四大ミスコンテスト
世界四大ミスコンテスト（せかいよんだいみすこんてすと、英: Big Four international beauty pageants, Big Four）は、世界規模のミス・コンテストのうちミス・ワールド、ミス・ユニバース、ミス・インターナショナル、ミス・アースの総称である。ミスコン界とファンたちのコンセンサスにより、最古の歴史があり、最も人気が高く、最高の権威を持つとされている。

## 名称
2004年にチャイナデイリー紙が「世界四大選美賽事」として用いたのが最初とされ、2008年4月にはサウスチャイナ・モーニング・ポスト紙で"four of the world's top beauty pageants"、2010年には朝鮮日報で"the world's top four beauty pageants"という名称で言及されている。
英語圏では一般的にBig Four international beauty pageantsと呼ばれており、多くのメディアでBig Fourの略称が用いられている。
その他、ウォール・ストリート・ジャーナルが2013年に"four major international pageants"、BBCニュースアジア版が2014年に"'Big Four' international pageants"、NBCニュースが2018年に"four biggest international pageants"とした例がある。また、他に、CNNフィリピンが2017年に"the four international pageants"、新華社が2018年に"the big four international beauty pageants"という名称で言及した。

## 世界五大ミスコンテスト
世界五大ミスコンテストは、メディアによって顔ぶれが異なる。
| メディア            | ミス・ワールド | ミス・ユニバース | ミス・インターナショナル | ミス・アース | ミス・マルチバース | ミス・スプラナショナル | ミス・グランド・インターナショナル |
| ------------------- | -------------- | ---------------- | ------------------------ | ------------ | ------------------ | ---------------------- | ---------------------------------- |
| Latest Pageant News | 〇             | 〇               | 〇                       | 〇           | 〇                 | －                     | －                                 |
| Missosology         | 〇             | 〇               | 〇                       | 〇           | －                 | 〇                     | －                                 |
| Angelopedia         | 〇             | 〇               | 〇                       | 〇           | －                 | －                     | 〇                                 |
| Global Beauties     | 〇             | 〇               | 〇                       | －           | －                 | 〇                     | 〇                                 |

## 記録

### 四冠
- ミス・アース2004で優勝したことにより、ブラジルは四大大会の全てで栄冠を獲得した最初の国となった。
- ベネズエラがミス・アース2005で優勝し、ブラジルに次いで2番目に記録達成。同国はミス・アース2013で優勝することにより、四大大会の全てで複数回栄冠を獲得した最初の国となった。
- フィリピンが2015年に3番目に記録達成。ミス・ワールド2013で優勝してからミス・ユニバース2015およびミス・アース2015で優勝するまで3年というのはこの3か国のうち最速である。
- ミス・アース2019で優勝することにより、プエルト・リコが4番目に記録達成。
- ミス・アース2020で優勝することにより、アメリカ合衆国が5番目に記録達成。

### 連勝
- フィリピンは2013年から2018年まで6年連続で四大大会の少なくとも1つで栄冠を獲得した。
- ベネズエラが2008年から2011年までの4連勝しており、これに続く記録となる。

### 1年間における複数回の栄冠
- 1953年、フランスがミス・ユニバース1953およびミス・ワールド1953で優勝したのが最初。
- 1968年、ブラジル（ミス・ユニバース1968およびミス・インターナショナル1968）
- 1972年、オーストラリア（ミス・ユニバース1972およびミス・ワールド1972）
- 1981年、ベネズエラ（ミス・ユニバース1981とミス・ワールド1981）
- 1994年、インド（ミス・ワールド1994およびミス・ユニバース1994）
- 2000年、インド（ミス・ユニバース2000およびミス・ワールド2000）
- 2011年、エクアドル(ミス・インターナショナル2011およびミス・アース2011）
- 2013年、ベネズエラ（ミス・ユニバース2013およびミス・アース2013)
- 2013年、フィリピン（ミス・ワールド2013およびミス・インターナショナル2013）
- 2015年、フィリピン（ミス・ユニバース2015およびミス・アース2015）

### 1つの大会での連勝
- スウェーデン（ミス・ワールド1951およびミス・ワールド1952）
- イギリス（ミス・ワールド1964およびミス・ワールド1965）
- インド（ミス・ワールド1999およびミス・ワールド2000）
- ベネズエラ（ミス・ユニバース2008およびミス・ユニバース2009）
- オーストラリア（ミス・アース2014およびミス・アース2015）